# Kooiichthys jono
Kooiichthys jono è un pesce osseo estinto, appartenente ai siluriformi. Visse nel Miocene medio-superiore (circa 15 - 10 milioni di anni fa) e i suoi resti fossili sono stati ritrovati in Sudamerica.

## Descrizione
Questo pesce assomigliava a un attuale pesce gatto (gen. Ictalurus), ma possedeva alcune caratteristiche disintive che lo differenziavano dagli altri siluriformi. Kooiichthys era infatti caratterizzato da un osso autopalatino a forma di clessidra, il cui ramo posteriore era notevolmente ampio e il cui ramo articolare era più lungo. Il metapterigoide, inoltre, era più lungo che ampio. Kooiichthys possedeva numerose caratteristiche arcaiche nella mascella, nell'autopalatino, negli elementi iali e nell'apparato di Weber.

## Classificazione
Kooiichthys era un rappresentante dei siluriformi, il grande gruppo di pesci teleostei comprendente gli attuali pesci gatto e siluri. Sembra che Kooiichthys fosse un rappresentante basale del gruppo, in una politomia con i Diplomystidae, i Bachmanniidae e i Siluroidei.
Kooiichthys jono venne descritto per la prima volta nel 2016, sulla base di resti fossili ritrovati nella formazione Puerto Madryn alla base delle scogliere dell'area della colonia di leoni marini nei pressi di Puerto Piramide, nella costa meridionale della penisola Valdes in Patagonia nordorientale, in Argentina. 

## Paleoecologia
Sembra che Kooiichthys fosse uno dei rari siluriformi noti a vivere in un ambiente marino; in un ambiente temperato caldo. 